# گو جون هی
گو جون هی (به انگلیسی: Go Joon-hee) (زاده ۳۱ اوت ۱۹۸۵) بازیگر اهل کره جنوبی است.
او در مجموعه تلویزیونی او زیبا بود بازی کرده‌است.

## فیلم
| سال  | نام          | نقش                                                                |
| ---- | ------------ | ------------------------------------------------------------------ |
| ۲۰۰۷ | هانسل و گرتل | Hae-young                                                          |
| ۲۰۱۲ | کتاب رستاخیز | Kim Yoo-min ("A Brave New World"); Weather girl ("Happy Birthday") |
| ۲۰۱۲ | معماری ۱۰۱   | Eun-chae                                                           |